# آستریورنیس
ستاره‌مرغ یا آستریورنیس (انگلیسی: Asteriornis) یک سرده منقرض‌شده از پرندگان مربوط به کرتاسه پسین است. فسیل این جانور در معدنی در مرز هلند و بلژیک پیدا شد و ممکن است کهن‌ترین نیای شناخته‌شده غازماکیان‌مانان مانند مرغ و مرغابی باشد. این پرنده کمتر از ۴۰۰ گرم وزن داشته و زیستگاه این پرنده نواحی ساحلی بوده است.
«آستریورنیس» (به معنی «پرنده استریا») از طریق یک گونه واحد به نام «آستریورنیس ماستریختنسیس» شناخته می‌شود. این پرنده خویشاوندی نزدیکی با پرندگان امروزی از راسته غازماکیان‌مانان مانند مرغ و اردک داشته است. اعضای این سرده پرندگانی کوچک و با پاهای بلند (با وزن تقریبی ۳۹۴ گرم [۱۳٫۹ اونس]) بودند که در نزدیکی خط ساحلی زندگی می‌کردند و با انواع «ابتدایی‌تر» پرندگان مانند ماهی‌مرغ همزیستی داشتند.
ستاره‌مرغ یکی از قدیمی‌ترین پرندگان شناخته شده‌ای است که بدون شک به گروه نومرغان (نئوآویس) تعلق دارد، گروهی که شامل تمام پرندگان امروزی می‌شود. ستاره‌مرغ دارای ویژگی‌های هر دو گروه ماکیان‌سانان (پرندگان مرغ مانند) و غازسانان (پرندگان اردک مانند) است که نشان‌دهنده موقعیت آن به عنوان خویشاوند نزدیک آخرین نیای مشترک برای هر دو گروه است.
ستاره‌مرغ ممکن است به ما در درک این موضوع کمک کند که چرا نومرغان تنها دایناسورهایی بودند که از رویداد انقراض کرتاسه-پالئوژن جان سالم به در بردند. همزیستی آن با پرندگان غیر نومرغی مانند ماهی‌مرغ نشان می‌دهد که رقابت عامل اصلی انقراض غیر نومرغی‌ها نبوده است، پرندگانی که از بسیاری جهات شبیه پرندگان امروزی بودند اما همراه با دیگر دایناسورهای غیر پرنده منقرض شدند. جثه کوچک، سبک زندگی زمینی، و رژیم غذایی عمومی همگی به عنوان مزایای اکولوژیکی در نظر گرفته شده‌اند که نومرغان اولیه از آن برخوردار بودند و به آنها اجازه می‌داد در پی انقراض زنده بمانند و متنوع شوند. ستاره‌مرغ این ویژگی‌ها را داراست و نشان می‌دهد که چنین حدس‌هایی موجه بوده‌اند.
ستاره‌مرغ همچنین شاهدی علیه فرضیه دیگری است که بیان می‌کند پرندگان امروزی از قاره‌های جنوبی سرچشمه گرفته‌اند. این فرضیه با بازسازی‌های نیاکان جغرافیایی زیستی با استفاده از درخت‌های تبارزایی و کشف وگامرغ (یک نومرغ احتمالی از قطب جنوب) پشتیبانی می‌شد، اما حضور ستاره‌مرغ در اروپا نشان می‌دهد که پرندگان امروزی ممکن است در اوایل تکامل خود در قاره‌های شمالی پراکنده بوده باشند.